# Скрунда-1
Скрунде-1 (об'єкт «Комбінат», вузол РВ-2, в/ч 18951) — колишній радянський військовий об'єкт, окремий радіотехнічний вузол системи попередження про ракетний напад (ОРТУ СПРН). Розташовувався приблизно за 4 км на північ від латвійського містечка Скрунда.

## Історія

### Дністер-М
Об'єкт було створено в 1960-х роках для експлуатації надгоризонтної РЛС типу «Дністер-М», що мав вигляд двох рупорних антен довжиною 250 м і висотою 15 м кожна з двоповерховим будинком командно-обчислювального пункту між ними. Її будівництво почалося 1965 року і завершилося в січні 1969 року. У парі з аналогічною станцією під Оленегірськом Мурманської області вони контролювали західний напрямок з можливістю відстежувати запуски балістичних ракет з підводних човнів у Норвезькому і Північному морях. Інформація зі станцій по спеціальних лініях зв'язку високої надійності передавалася в командний центр, розташований у Московській області. 15 лютого 1971 року перша радянська система раннього попередження, еквівалент американської системи BMEWS, офіційно заступила на бойове чергування.

### Дніпро
У кінці 1970-х років станція була модернізована. Спочатку, не перериваючи роботу діючої РЛС, за півтора кілометри від неї військові звели установку нового типу «Дніпро». Тепер дальність виявлення досягала 4000 км. Потім до «Дніпра» оновили і апаратуру першої установки. У кінці 1979 року вузол став частиною єдиної інтегрованої СПРН країни.

### Дарьял
У середині 1980-х років, у зв'язку з появою МБР з боєголовками, що розділяються і посиленням вимог до радіолокаційних засобів СПРН, на об'єкті почалося будівництво РЛС типу «Дарьял-УМ». За проектом вона являла собою два багатоповерхових будинки — приймач і передавач, через високу чутливість рознесених на кілька сотень метрів. Цей майданчик іноді називають «Скрунде-2», хоча він розташовувався за кілометр від старої станції, і військове містечко для всього вузла було спільним.
До початку 1990-х років будівництво приймальної установки з АФАР розміром 80×80 м було практично завершено, завозилося обладнання. На першому етапі передбачалося приймати і обробляти відбиті від мети сигнали, що випромінюються РЛС «Дніпро». Але в результаті розпаду СРСР об'єкт став власністю Латвії. За його оренду Росія платила 5 млн доларів в рік. Латвія відмовила у продовженні будівництва РЛС. У 1994 році на вимогу латвійського уряду був укладений двосторонній договір про виведення російських військ, і на початку травня 1995 року будівля приймальної установки «Дарьял» була підірвана компанією Control Demolition Incorporated. Станція «Дніпро» припинила роботу 31 серпня 1998 року і була демонтована до кінця наступного року. За роботи зі знесенню та розчищення території Росія заплатила 7 млн доларів, витрати латвійської сторони склали 3-3,5 млн доларів.

## Сучасний стан

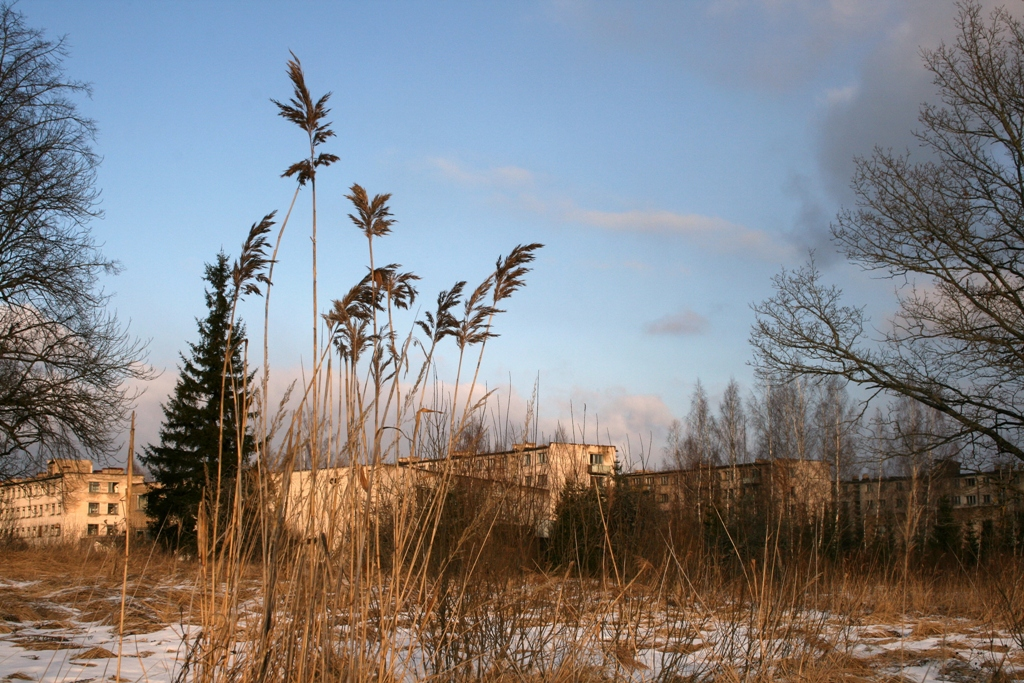
2009 рік

У 2000 році уряд Латвії виділила 1,7 млн доларів на консервацію військового містечка. У грудні 2009 року його було виставлено на аукціон за стартовою ціною 150 тис. латів (290 тис. доларів або 220 тис. євро, ціна 4-х кімнатної квартири в Ризі). На той момент містечко являло собою територію площею 45 га і близько 70 об'єктів нерухомості (в тому числі казарми, 10 блочних житлових будинків, школа, дитячий садок, готель лікарня), більшість з яких перебували в поганому стані. Аукціон завершився в лютому 2010 року. Найбільшу суму — 2,2 млн євро — запропонувало російське підприємство «Олексіївське-Сервіс», однак воно без пояснення причин відмовилося від сплати першого внеску. Переможцем аукціону був оголошений азербайджанський бізнесмен Магомед Гурбанов, але і він відмовився від покупки. У червні того ж року аукціон був проведений повторно, і містечко, нарешті, був проданий за 170 тис. латів компанії «Iniciative Europa», що зареєстрована в Латвії, але належить приватній особі з Росії. Покупці так само не вступили у володіння.
Станом на вересень 2016 року очікується передача об'єкта Збройним Силам Латвії як тренувальна база бойових дій у міських умовах. Очікується, що доступ туристів на територію буде припинено з жовтня 2016 року.